# Phil Silvers

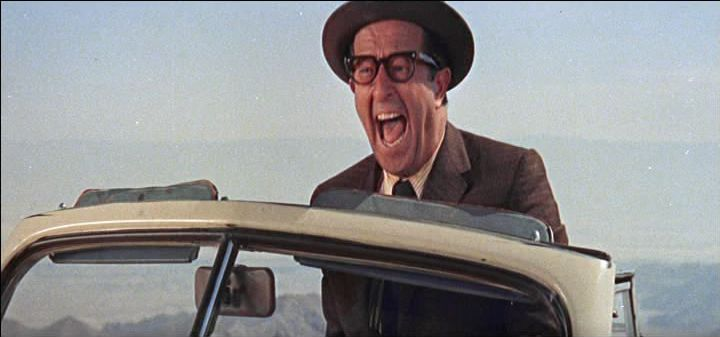
Phil Silvers în filmul american "O lume nebună, nebună, nebună” (1963)

Phil Silvers (n. 11 mai 1912, Brooklyn, New York, SUA– d. 1 noiembrie 1985, Los Angeles, California) a fost un actor evreu-american de film.
A debutat în 1940 cu roluri comice în filme de lungmetraj. Cel mai cunoscut rol a fost cel al sergentului Bilko, din serialul de televiziune Spectacolul lui Phil Silver (The Phil Silver Show) din 1955-1959.

## Filmografie
Sursa: Turner Classic Movies
- Ups and Downs (1937) (scurtmetraj)
- Here's Your Hat (1937) (scurtmetraj)
- The Candid Kid (1938) (scurtmetraj)
- Strike Up the Band (1940) (scene șterse)
- Hit Parade of 1941 (1940)
- The Wild Man of Borneo (1941)
- The Penalty (1941)
- Tom, Dick and Harry (1941)
- Ice-Capades (1941)
- Lady Be Good (1941)
- You're in the Army Now (1941)
- All Through the Night (1942)
- Roxie Hart (1942)
- My Gal Sal (1942)
- Footlight Serenade (1942)
- Tales of Manhattan (1942) (scene șterse)
- Just Off Broadway (1942)
- Coney Island (1943)
- A Lady Takes a Chance (1943)
- Four Jills in a Jeep (1944)
- Cover Girl (1944)
- Take It or Leave It (1944)
- Something for the Boys (1944)
- Diamond Horseshoe (1945)
- Don Juan Quilligan (1945)
- A Thousand and One Nights (1945)
- If I'm Lucky (1946)
- Summer Stock (1950)
- Top Banana (1954)
- Lucky Me (1954)
- Something's Got to Give (1962) (incomplet)
- 40 Pounds of Trouble (1962)
- 1963 O lume nebună, nebună, nebună... (It's a Mad, Mad, Mad, Mad World), regia Stanley Kramer
- A Funny Thing Happened on the Way to the Forum (1966)
- A Guide for the Married Man (1967)
- Follow That Camel (1967)
- 1968 Bună seara, doamnă Campbell (Buona Sera, Mrs. Campbell), regia Melvin Frank
- The Boatniks (1970)
- Hollywood Blue (1970)
- The Strongest Man in the World (1975)
- Won Ton Ton, the Dog Who Saved Hollywood (1976)
- The Chicken Chronicles (1977)
- Detectivul ieftin (1978)
- Racquet (1979)
- The Happy Hooker Goes Hollywood (1980)
- There Goes the Bride (1980)

## Televiziune
- The Phil Silvers Show (1955-1959)
- Keep in Step (1959)
- The Ballad of Louie the Louse (1959)
- The Slowest Gun in the West (1960)
- Judy and Her Guests, Phil Silvers and Robert Goulet (1963)
- The New Phil Silvers Show (1963-1964)
- Gilligans Island (1966)
- At Your Service (1966)
- Damn Yankees (1967)
- The Beverly Hillbillies (1969-1970)
- Eddie (1971)
- Bob Hope in Joys (1976)
- The Night They Took Miss Beautiful (1977)
- Goldie and the Boxer (1979)
- Take Me Up to the Ball Game (1980) (voce)